# Louis Adriani
Pour les articles homonymes, voir Adriani.
 (juillet 2025).
Louis Adriani est un homme politique français né le 2 octobre 1862 à Corte (Haute-Corse) et mort le 15 juin 1942 à Corte (Haute-Corse).

## Biographie
Fils de notaire, il devient magistrat, juge suppléant à Corte de 1891 à 1898, procureur à Calvi de 1901 à 1909 et conseiller à la Cour d'Appel de Bastia. Il est député de Corse de 1910 à 1914, inscrit au groupe de la Gauche radicale. Il est procureur général à la Guadeloupe de 1919 à 1922, puis procureur général de l'AOF de 1922 à 1928.

## Distinctions
- Officier de la Légion d'honneur (23 février 1927)

## Sources
- « Louis Adriani », dans le Dictionnaire des parlementaires français (1889-1940), sous la direction de Jean Jolly, PUF, 1960 [détail de l’édition]